# Alcantaro Corrêa

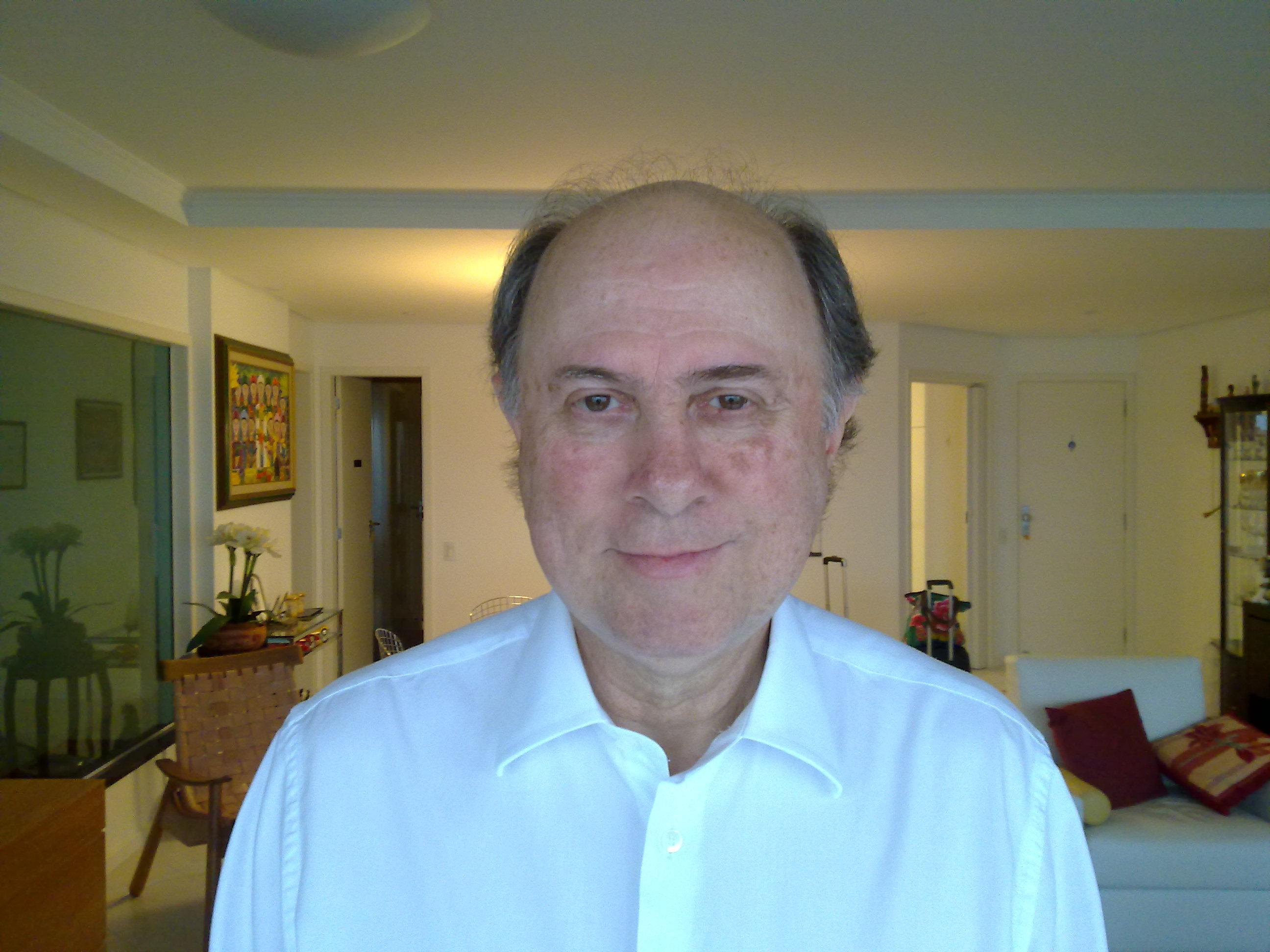
Alcantaro Corrêa

Alcantaro Corrêa (Pomerode, 9 de janeiro de 1943 — Porto Belo, 10 de dezembro de 2014) foi um empresário, engenheiro e industrial brasileiro. Foi presidente da Federação das Indústrias do Estado de Santa Catarina - FIESC.

## Biografia
Alcantaro Corrêa nasceu na localidade de Testo Salto em Blumenau, tendo sido registrado na cidade de Pomerode. Formou-se em Engenharia Mecânica pela Universidade Federal de Santa Catarina (UFSC) na turma de 1963. Foi presidente da Electro Aço Altona de Blumenau de 1994 a 2008. Foi presidente do Sindicato das Indústrias Mecânicas, Metalúrgicas e do Material Elétrico de Blumenau (SIMMMEB) de 1998 a 2011. Foi presidente da Federação das Indústrias de Santa Catarina (FIESC) de 2005 a 2011. Foi vice-presidente da Confederação Nacional da Indústria (CNI) e presidente do Conselho Temático de Política Industrial e Desenvolvimento Tecnológico da CNI. Foi presidente do Conselho Deliberativo do SEBRAE de Santa Catarina de 2011 a 2014.

## Homenagens
- Cidadão Emérito de Blumenau, homenagem concedida pela Câmara Municipal de Blumenau.[7]
- Medalha de mérito Carl Hoepcke, conferida pela Assembleia Legislativa do Estado de Santa Catarina.[8]
- Medalha do Pacificador, conferida pelo Exército Brasileiro.[9][10]
- Diploma de Amigo do Bombeiro, concedido pelo Comando do Corpo de Bombeiros de Blumenau.[11]

## Homenagens póstumas
- Parque Alcantaro Corrêa em Blumenau.[12][13]
- Ordem do Mérito Industrial de Santa Catarina, concedido pela Federação das Indústrias de Santa Catarina (FIESC).[2][14]
- Luto oficial decretado pela Prefeitura de Blumenau.[15][16]